# Химна Словачке
Муње изнад Татри (слч. Nad Tatrou sa blýska) је национална химна Словачке.
Текст је написао Јанко Матушка 1844, док је за мелодију узета народна песма „Kopala studienku“ („Копала је извор“). Песма је стекла популарност за време побуне 1848/1849. и од тада постаје национална песма Словака.
Прва строфа је, заједно са првом строфом чешке химне „Kde domov můj?“ („Где је мој дом?“) чинила химну Чехословачке од њеног настанка 1920, па све до мирног разлаза Словачке и Чешке 1. јануара 1993, када су прве две строфе проглашене за националну химну.

## Текст
| На словачком                                                                                    | На српском                                                                                 |
| ----------------------------------------------------------------------------------------------- | ------------------------------------------------------------------------------------------ |
| Nad Tatrou sa blýska Hromy divo bijú Zastavme ich, bratia Veď sa ony stratia Slováci ožijú      | Изнад Татри сева Тутње громови Браћо, то ће стати Немојмо се дати Још Словака има          |
| To Slovensko naše Posiaľ tvrdo spalo Ale blesky hromu Vzbudzujú ho k tomu Aby sa prebralo       | Словачка је наша Досад тврдо спала Али бљеском љута Грома подстакнута Будити се стала      |
| Само су прве две строфе прописане националном химном.                                           |                                                                                            |
| Už Slovensko vstáva Putá si strháva Hej, rodina milá Hodina odbila Žije matka Sláva             | Словачка се уздиже Кидајући јој окове Хеј, родино драга Куцнуо је час Мајка жива Слава     |
| Ešte jedle rastú Na krivánskej strane Kto jak Slovák cíti Nech sa šable chytí A medzi nás stane | Јеле и даље расту На врховима Кривња Ко се осећа Словаком Нека узме сабљу И стане међу нас |

## Спољни извори
- Државна химна Словачке са текстом на словачком, српском и енглеском